# Daria Diacenko
Daria Grigorievna Diacenko (în rusă Дарья Григорьевна Дьяченко; n. 2 aprilie 1924, Raionul Vradiivka, RSS Ucraineană, URSS – d. 2 aprilie 1944, Tiraspol, RSS Moldovenească, URSS) a fost membru al organizației clandestine de partizani a Comsomolului cu sediul în Mîkolaiv și șefa organizației de tineret a grupului de partizani. La 1 iulie 1958 ea a primit titlul de Erou al Uniunii Sovietice prin decret al Sovietului Suprem al URSS.

## Tinerețea
Diacenko s-a născut la 2 aprilie 1924 într-o familie de țărani ucraineni din satul Kumari. Nu a reușit să-și încheie studiile la școala secundară din Liov, deoarece a izbucnit războiul. După invazia germană în Uniunea Sovietică în 1941, tatăl ei, care era președintele comitetului raional de partid, a fost mobilizat și trimis pe front, în timp ce Daria și mama ei s-au mutat la Novo-Andreievka pentru a locui cu bunica ei. Ea a fost membru al Comsomolului.

## Activități de partizani
Atunci când germanii au ocupat satul ei, Daria Diacenko s-a alăturat mișcării de rezistență după ce s-a întâlnit cu Parfenti Grecianîi, liderul organizației comsomoliste „Scânteia partizanilor”. Grupul de partizani fusese fondat în 1941 de directorul școlii secundare din satul Krîmka. Fiecare celulă era compusă din cinci persoane, iar după procurarea mașinilor de scris și a aparatelor radio au rezumat pe hârtie mesajele emise de Sovinformburo și le-au răspândit prin pliante. Partizanii au adunat, de asemenea, pliantele aruncate din avioanele sovietice și le-au distribuit în sat.
Partizanii au strâns arme și s-au instruit în folosirea grenadelor și a puștilor înainte de a începe efectuarea acțiunilor de sabotaj. În timpul unei misiuni, celula condusă de Daria Diacenko a produs deraierea unui tren care transporta soldați germani și proviziile acestora. Ea a fost organizatoarea unui acțiuni pentru a ajuta 200 de prizonieri de război sovietici să evadeze dintr-un lagăr. După ce s-a împrietenit cu grupul de gardieni români, Daria Diacenko și tovarășii ei i-au invitat la o petrecere și i-au îmbătat, apoi i-au eliberat pe prizonierii de război.
În februarie 1943 Gestapo-ul a arestat 25 de persoane din organizația „Scânteia partizanilor”. La 1 martie 1943 Daria Diacenko a fost arestată și trimisă la închisoarea din Tiraspol. Ea intenționa să evadeze, iar prietenii ei au strâns 6.000 de mărci germane pentru a mitui un gardian care să o ajute să scape, dar planul a fost descoperit, iar Daria Diacenko și gardianul au fost împușcați la 2 aprilie 1944.

## Vezi și
- Listă de femei Eroi ai Uniunii Sovietice
- Partizanii sovietici